# Proteína tau
As proteínas tau são proteínas que estabilizam os microtúbulos. São abundantes nos neurónios do sistema nervoso central e menos comuns em outros locais. Quando as proteínas tau possuem defeitos, não estabilizando bem os microtúbulos, pode levar ao aparecimento de estados de demência, como a doença de Alzheimer.

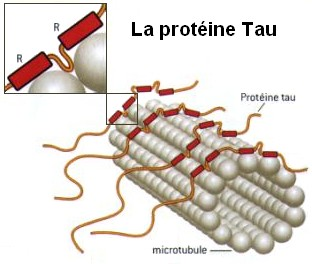
Proteína Tau

A presença de Aβ (Beta-amilóide) também leva os neurónios a hiperfosforilar a proteína tau de ligação do microtúbulo. Com este nível aumentado de fosforilação, a tau se redistribui no interior do neurónio do axónio para os dendritos e para o corpo celular e se agrega em aglomerados. Este processo também resulta em disfunção neuronal e morte celular. Levando a doenças neurodegenerativas como a doença de Alzheimer e Parkinson. 
As proteínas tau são o produto de splicing alternativo de um único gene, que em humanos é designado MAPT. Foram descobertas em 1975 no laboratório de Marc Kirschner na Universidade de Princeton.